# Aqüífer d'Abrera
La mal anomenada Cubeta d'Abrera és un aqüífer localitzat a la conca mitjana del riu Llobregat, concretament entre el Congost del Cairat i el Congost de Martorell, que s'alimenta de les aportacions del propi riu i constitueix un dels principals punts de subministrament de la metròpoli barcelonina.
L'aqüífer es regula mitjançant una corporació de dret públic anomenada Comunitat d'usuaris d'aigües de la Cubeta d'Abrera (CUACAB), integrada a les Conques Internes de Catalunya i tutelada per l'Agència Catalana de l'Aigua (ACA), que vetlla pel compliment de les seves ordenances i pel bon estat de la massa d'aigua subterrània.

## Història
La CUACAB es va constituïr el 23 de juliol de 2007 amb la primera Assemblea General reunida al saló de plens de l'Ajuntament d'Abrera i presidida pel seu alcalde, Félix Chico. El 27 de gener de 2009, l'ACA en va aprovar els Estatuts. La Presidència li correspon, segons els Estatuts, a l'alcalde o alcaldessa d'Abrera, i la seu està situada al mateix Ajuntament. Des de la creació de la CUACAB, s'han patit dues sequeres extremes, el 2008 i el 2023-2024. Actualment, en col·laboració amb l'ACA, s'investiguen l'origen i les causes de la presència d'arsènic en especial a la part sud de l'aqüífer. Des del 2024, es publica la revista "infocubeta" per tal de divulgar les tasques de la CUACAB entre la seva població servida.

## Dades de l'aqüífer
L'àmbit territorial d'aquest aqüífer, definit pel Pla de gestió del Districte de conca fluvial de Catalunya, no coincideix amb la seva delimitació legal, que el circumscriu a l'estreta franja entre el traçat de l'autovia A-2 a l'oest i la carretera BV-1201 a l'est, i entre els dos congostos dits, al nord i al sud. Abasta bona part dels municipis d'Abrera, Esparreguera, Martorell i Olesa de Montserrat, així com sectors de Castellbisbal i de Sant Esteve Sesrovires. Ara bé, en el seu territori estricte, i d'acord amb les dades oficials, l'aqüífer té una superfície de 22 km². L'extracció d'aigua és entre 16 i 18 hm3 anuals. Agrupa una vintena d'usuaris, repartits entre un 1% d'ús agrícola, un 30% d'ús industrial i un 69% d'abastament a la població. Aquests usuaris disposen d'uns 150 aprofitaments (pous) i contribueixen amb uns 8 milions d'euros al cànon de l'aigua. La població total subministrada és de 450.000 habitants, dins i fora del seu territori.
Com a principals empreses subministradores d'aigua hi ha dues petites entitats centenàries, Aigües d'Esparreguera Vidal i la Comunitat Minera Olesana, altres de més grans, com Aigües de Barcelona, ATL o Taigua, i també l'Ajuntament d'Abrera, que té la gestió directa de l'abastament del municipi. Com a principals usuaris industrials hi ha Inovyn, Cargill o Unitex, mentre les altres indústries són clients de les empreses subministradores.